# Munizipalität Lagodechi
Die Munizipalität Lagodechi (georgisch ლაგოდეხის მუნიციპალიტეტი, Lagodechis munizipaliteti) ist eine Verwaltungseinheit (etwa entsprechend einem Landkreis) in der Region Kachetien im äußersten Osten Georgiens.

## Geografie
Verwaltungszentrum der Munizipalität Lagodechi ist die Kleinstadt Lagodechi. Im Osten grenzt die 890,2 km² große Munizipalität Lagodechi an Aserbaidschan, im Norden an die Republik Dagestan der Russischen Föderation, im Westen an die Munizipalität Qwareli, im Südwesten an die Munizipalität Gurdschaani und im Süden an die Munizipalität Munizipalität Sighnaghi.
Die Munizipalität erstreckt sich im Bereich der nordöstlichen Flanke des Alasani-Beckens; der namensgebende Fluss Alasani markiert die südwestliche Grenze der Munizipalität. Im Norden steigt das Gelände zum Hauptkamm des Großen Kaukasus an, auf dem die Staatsgrenze zu Russland verläuft. Die höchste Erhebung in diesem Bereich ist ein 3486 m hoher namenloser Gipfel wenig nördlich des 3428 m hohen Chotschaldag; beide liegen auf der Grenze zu Russland unweit des Dreiländerecks mit Aserbaidschan.
Einen großen Teil des Berglandes der Munizipalität (etwa 20 % der Gesamtfläche) nimmt der bereits 1912 gegründete Lagodechi-Nationalpark ein.
Von der Stadt Lagodechi aus, über die S5, ermöglicht ein 2008 nach Umbauten neu eröffneter Grenzübergang die Einreise nach Aserbaidschan.

## Bevölkerung und Verwaltungsgliederung
Die Einwohnerzahl beträgt 41.200 (Stand: 2021). 2014 hatte die Munizipalität 41.678 Einwohner; das war ein knappes Fünftel weniger als bei der vorangegangenen Volkszählung 2002 (51.066).
Bevölkerungsentwicklung
Anmerkung: Volkszählungsdaten

Die größten Ortschaften neben der Stadt Lagodechi (5918 Einwohner) sind mit jeweils über 1500 Einwohnern die Dörfer Apeni, Gandschala, Kabali, Kartubani, Qaradschala und Usuntala (2014).
Die Munizipalität gliedert sich in den eigenständigen Hauptort Lagodechi sowie 14 Gemeinden (georgisch temi, თემი) mit insgesamt 67 Ortschaften:
| Gemeinde     | Anzahl Ortschaften | Einwohner (2014) |
| ------------ | ------------------ | ---------------- |
| Apeni        | 8                  | 4651             |
| Areschperani | 5                  | 928              |
| Baissubani   | 4                  | 2281             |
| Giorgeti     | 5                  | 992              |
| Kabali       | 4                  | 9279             |
| Kartubani    | 4                  | 3059             |
| Leliani      | 7                  | 2128             |
| Mazimi       | 2                  | 686              |
| Ninigori     | 7                  | 2053             |
| Pona         | 5                  | 493              |
| Schroma      | 2                  | 1732             |
| Tschiauri    | 4                  | 2411             |
| Wardissubani | 4                  | 2302             |
| Zodniskari   | 6                  | 2765             |